# Еугеніуш Квятковський
Еугеніуш Квятковський (пол. Eugeniusz Kwiatkowski; * 30 грудня 1888, Краків — † 22 серпня 1974, Краків, Польська Народна Республіка) — польський економіст-реформатор, інженер-хімік, державний діяч (віцепрем'єр, міністр економіки, промисловості та торгівлі міжвоєнної Польщі.
Створив 4-річний інвестиційний план, який передбачав будівництво інфраструктури, збільшення оборонного потенціалу держави, підготовку фундаментів для майбутнього розвитку промисловості, разом з активізацією Центрального промислового округу. Ініціював будівництво порту у місті Гдині. Зробив суттєвий внесок у виникнення промислового міста Стальова Воля (нині Підкарпатське воєводство).
Зробив великий внесок у розвиток польської хімічної промисловості: зокрема, створення хімічних заводів у Хожуві та Тарнові.

## Дитинство та молодість
Батько Еугеніуша — юрист, був чиновником Краківської залізниці. Після отримання спадку після брата переїхав разом із сім'єю у Чернихівці біля Збаражу (нині Україна). У Чернихівцях минуло дитинство Еугеніуша (він тут жив разом зі старшим братом Романом та сестрами Яніною та Зоф'єю).

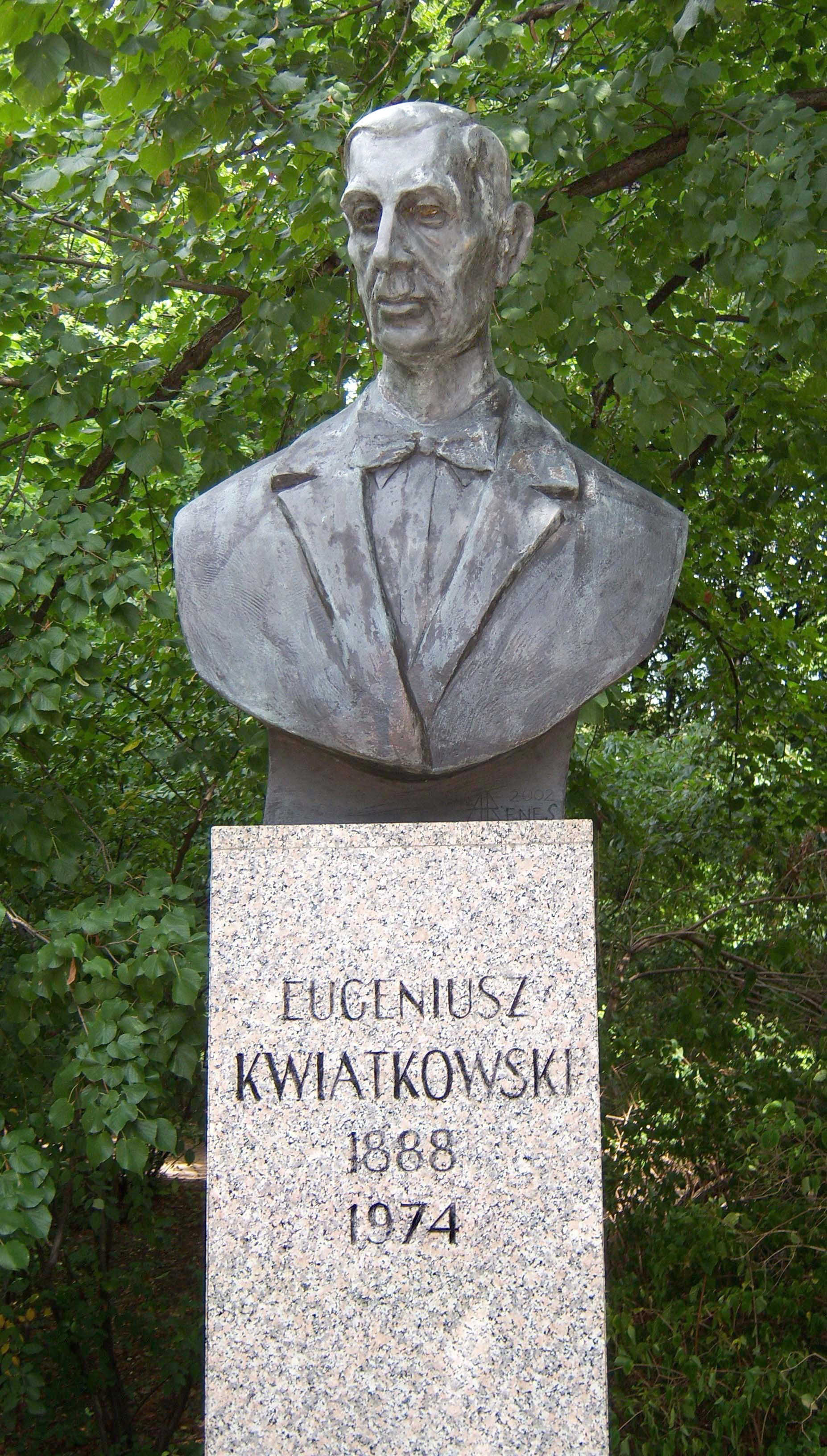
Погруддя Евґеніуша Каятковського в парку Лазєнковського палацу (Варшава)

1898 — почав навчання в Гімназії Франца Йосипа (Львів).
1902 — почав навчання у Гімназії отців Єзуїтів у Хирові, відомій високим рівнем освіти та патріотичним вихованням молоді. Після смерті батька (1903) виховання сина взяла на себе мати. Отримав атестат зрілості у 1907 році.
1907–1910 — успішно навчався на факультеті технічної хімії Львівської політехніки. Брав участь у діяльності польських підпільних студентських самостійницьких організацій.
1910–1912 — продовжив навчання у Мюнхені.
1913 — повернувся до Львова, працював у міській газівні. У вересні одружився з Леокадією, з якою мав троє дітей: Яна (1914–1939), Ганну (померла 26 червня 2007 року) та Єву.
Під час І Світової війни воював у Польських легіонах, займався також конспіративною роботою у Польській військовій організації.
Під час польсько-радянської війни 1920 року працював у Головному управлінні забезпечення армії (хімічна секція) Міністерства військових справ Польщі. У 1921 демобілізувався в ранзі поручника.

## Менеджер і політик
Під час І Світової війни працював заступником директора Люблінської газівні. Потім, у званні доцента, викладав газівництво на Варшавській політехніці. Як інженер-хімік 1921 року обійняв посаду технічного директора у Державній фабриці нітратів у Хожуві (генеральним директором тоді був майбутній президент Ігнацій Мосцицький). Впродовж 4 років підніс фабрику до процвітання, хоча прийняв її без документації (вивезена німцями) та технічного персоналу.
Після травневого перевороту 1926 року президент Польщі Ігнацій Мосцицький рекомендував його на посаду міністра промисловості та торгівлі в уряді Казимира Бартеля.
Був широко відомий як автор концепції розвитку морської торгівлі та будівник порту у Ґдині.
1931–1935 рр.— працював на посаді директора державних фабрик нітратів у Хожуві та Мосціцях.
З жовтня 1935 до 30 вересня 1939 рр. працював на посаді віцепрем'єра та міністра економіки у кабінетах Мар'яна Зиндрам-Косцяловського та Феліціяна Славоя-Складковського. Був автором і координатором проєкту створення Центрального промислового округу.
Внаслідок поразки Польщі у вересневій кампанії 1939 року разом з урядом покинув Польщу 17 вересня 1939 року.

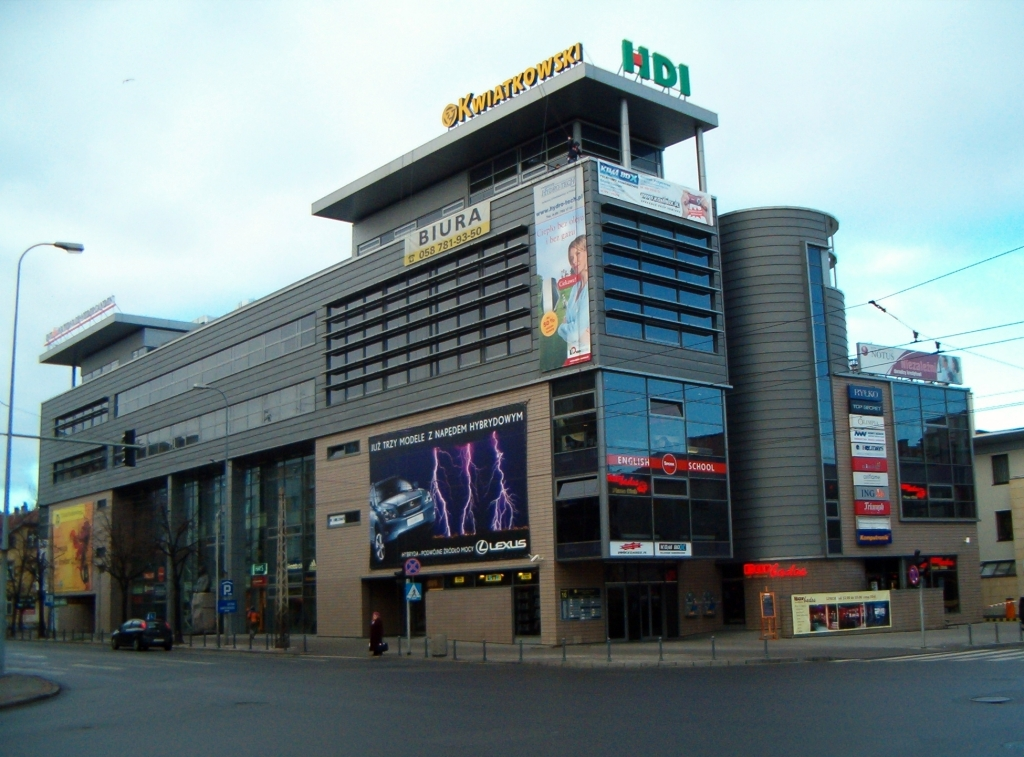
Торговельний центр «Квятковський» у Ґдині

1939–1945 рр.— був інтернований у Румунії. Після війни повернувся до Польщі, у 1945–1948 рр. був Делегатом уряду у справах Узбережжя. Тодішня влада хотіла використати його досвід і менеджерські здібності. Але швидко стало очевидним, що в Польщі міцніє комуністичний устрій, а Квятковський не хотів визнавати нову ідеологію. Врешті-решт 1948 року його перевели на примусову пенсію.
1947–1952 рр.— був депутатом Сейму.
1948 — йому заборонили публічну діяльність і перебування на Узбережжі й у Варшаві. Квятковський зайнявся науковою працею з хімії, економіки й історії.
Мешкав у Кракові, де й помер. Похований на Раковицькому цвинтарі у Кракові.

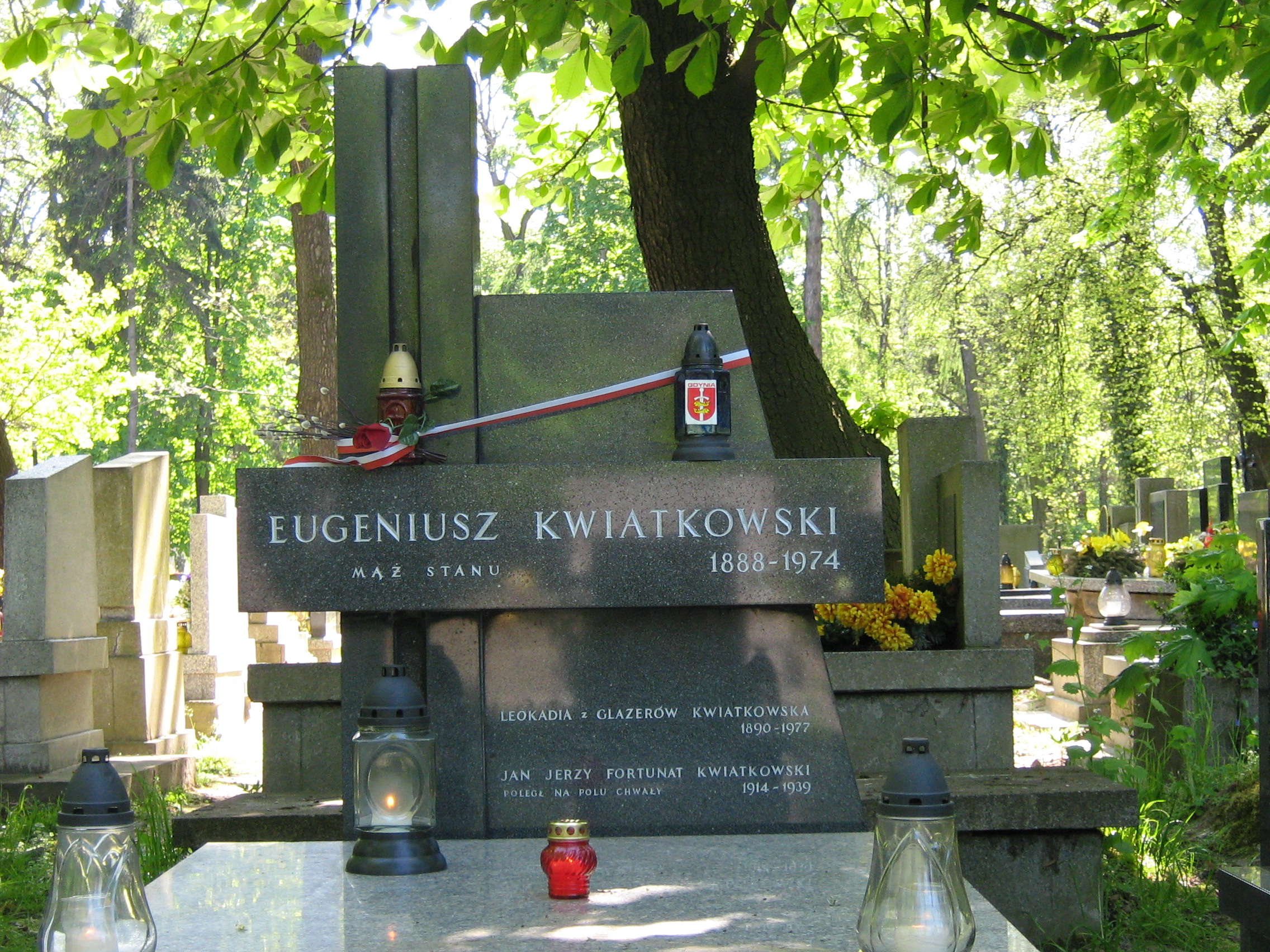
Надгробок Е.Квятковського на Раковицькому цвинтарі в Кракові

## Спадщина й організації його імені
У Ґдині Квятковського вважають за одного з найзаслуженіших для розвитку міста діячів. Завдяки йому почалося будівництво Гдині (порту), який для II Речі Посполитої став вікном у світ. Польща завдячує йому також розвиток свого торговельного флоту. З його ініціативи виник Далекоморський рибальський флот.
Ім'я Квятковського має найбільший приватний ВНЗ на Помор'ї — Вища школа адміністрації та бізнесу у Ґдині.
В Економічному університеті (Краків) щороку присуджують премію ім. Квятковського за видатні заслуги в економічній науці.
Дослідженням спадщини Е. Квятковського та реалізацією проєктів, співзвучних з його ідеями та концепціями, займається Фундація ім. Еугеніуша Квятковського у Ґдині.